# Zostrianos
Zostrianos è un testo gnostico sethiano del III secolo dagli apocrifi del Nuovo Testamento. Le principali copie sopravvissute provengono dalla biblioteca di Nag Hammadi, ma è gravemente danneggiata.
La biografia di Plotino di Porfirio cita Zostriano. Le Enneadi di Plotino criticano anche molte idee gnostiche che sono date in Zostrianos.

## Panoramica
Come Marsanes e Allogeno, il testo riguarda una visione ricevuta da un uomo di nome Zostriano e spiega ed enumera, in grande dettaglio, le emanazioni che gli gnostici dicevano fossero prodotte da Dio (il Dio vero, supremo in contrasto con il demiurgo ), nella cosmologia esoterica degli gnostici.
Analogamente ad altra letteratura gnostica, Zostriano dice: "Fuggite dalla follia e dalla schiavitù della femminilità e scegliete per voi stessi la salvezza della mascolinità. Non siete venuti per soffrire, anzi, siete venuti per sfuggire alla vostra schiavitù. Liberatevi, e questo che vi ha legati sarà sciolto. Salvatevi, affinché la vostra anima sia salva".
All'interno del testo ci sono indicazioni che i Sethiani avessero sviluppato idee di monismo, un'idea del neoplatonismo che si pensa sia diventata parte del sethianesimo verso la fine del 3º secolo.